# れいしゅしゅ
れいしゅしゅ（RAISECHOUCHOU）は、2011年11月に開催されたトップバンクシンデレラガールズオーディションで選ばれた17名により、2012年3月3日デビューし、2016年2月20日まで活動していた、福岡県福岡市を拠点に活動するローカルアイドルグループである。
名前の由来は一般公募のなかから選出されたもので、Raise=育てるChouChou=お気に入りの＝『お気に入りのユニットのメンバーを育てていく。』という意味が込められている。

キャッチフレーズは「みんなで伸ばす」「みんな繋がっている」
本項では、れいしゅしゅ研究生として活躍し、2013年2月にデビューした妹分のユニット、魁!KAGEKI団についても紹介する。

## 概要
- 2011年11月14日から開催された「トップバンクシンデレラオーディション」より、応募総数約300名の中から17名のメンバーを選出し、2012年3月3日に地元キャナルシティ博多にてデビューイベントを開催した。
- 2012年3月15日追加メンバーオーディションを開催し、2012年5月11日に二期生の3人がメンバーに加わる。
- その後メンバー脱退や補充を繰り返しながら活動していたが、2015年夏に定期公演の休止が発表、その後2016年2月20日の解散ライブをもって解散した。
- 解散後は元メンバー同士が同じイベントに共演した際に１曲披露したり、楽曲製作のコモP率いるパピマシェがカバーしたりしていたが、2018年11月24日に元メンバー岡田琴衣の呼び掛けで１晩限りの再結成イベントをcafeぐっどタイムにて実施した。出演者は岡田、石井、丸山、有馬、福田、猪口、坪井、木寺姉妹の９名。

## 略歴

### 2012年
- 3月3日 - デビューシングル「GrwoingUp!!/LoVenus」発売、キャナルシティにてデビューイベントを実施。
- 3月25日 - 単独ファーストイベント「GrowingUp!!」を中洲のMusic Space B-TREEにて開催。
- 4月22日 - 定期公演「Growing Up!!vol2」を天神ベストホールにて開催。研究生8人（当時、現在のメンバーとは異なる）がお披露目。
- 5月2日 - 「福岡エンタ祭り」に｢LinQ｣、｢CQC's｣、｢SHAKE｣と共演。
- 5月23日 - 2枚目のシングル「APPLEMARBLE/Dreamin‘girls☆」発売。
- 5月27日 - 定期公演「GROWING UP!! Vol.3」を天神ベストホールにて開催。今回より研究生より昇格の2期メンバー3人が加わる。
- 6月3日 - キャナルシティ博多B1Fサンプラザステージにて3ヶ月記念ライブを実施。
- 6月9日 - 2ndシングル発売記念シークレットライブを実施。
- 7月1日 - MOON PARTY Special 2012に参加。
- 7月1日 - 定期公演「Growing Up vol.4」を天神ベストホールにて開催。
- 7月13日〜7月15日 - 夏の大交流会と題したイベントを福岡市内で実施。
- 7月14日 - 中洲T-GENERATIONにて行われた、夏先取り水着nightに参加。
- 7月21日 - イオンモール福岡にて、「ゆかた祭り」野外ライブ参加。
- 7月22日 - 定期公演「Growing up!vol.5」を中洲T-GENERATIONにて開催。
- 7月25日 - 3枚目のシングル「R.C.C GO!!!/S.L.S -Summer Love Story-」発売。
- 7月28日 - 京急百貨店「大福岡展」にて初の関東進出。
- 7月29日 - リバーウォーク北九州にて無料ライブ実施。
- 8月12日 - 定期公演「Growing UP!! vol.6」実施。この日をもって藤浦愛が卒業。
- 8月19日 - シークレットイベント。今回より藤彩香が研究生より昇格。
- 8月26日 - 定期公演「Growing UP!! vol.7」実施。
- 9月9日 - 定期公演「Growing UP!! vol.8」実施。
- 9月16日 - 「海峡アイドル合戦!! in 下関」に出演。｢HR｣、｢乙女の純情｣と共演。
- 9月22日 - スカラエスパシオにて公演を行う。
- 9月26日 - 4枚目のシングル「身長プラス7cm♡Love/トキメキ UP DATE」発売。
- 9月30日 - スカラエスパシオアフターパーティーを中洲T-GENERATIONにて実施。
- 10月6日 - ゆめタウン光の森にてミニライブ＆握手会開催。
- 10月7日 - リバーウォーク北九州にてミニライブ＆握手会開催。
- 10月8日 - 福岡県筑紫野市のイオンモール筑紫野で開催された｢いーみる創刊11周年記念イベント ECOCAP FESTA｣に出演。[1]
- 10月20日 - キャナルシティにてミニライブ＆握手会開催。
- 10月20日 - 横浜ノースポート・モールにて行われた東京MXテレビ公録イベント"サンウドポート"に参加。
- 10月21日 - 相鉄ジョイナス（横浜駅）屋上にてイベント。
- 10月21日 - 西南女学院大学の大学祭に参加。
- 10月24日 - 毎週水曜日に天神BUZZにて研究生イベント「Come Up Smiling」が始まる。
- 10月27日 - 「スポーツレクレーション＆交流会」実施。
- 10月28日 - 定期公演「Growing UP vol.9」を中洲T-GENERATIONにて実施。
- 10月28日 - 中洲T-GENERATIONにて行われた、Halloween The Nightに参加。
- 10月28日 - snap out!! vol.3 〜Halloween Special〜に研究生が参加。
- 10月31日 - 究極×シャッフルロコドル大作戦 - Yahoo!モバゲーに清水咲希、岡本博美、武藤麻美、野田結日、村山しほりが参加。[2]
- 11月10日 - キャナルシティ博多サンプラザステージにてライブ。
- 11月10日 - T-GENERATIONにて開催される「DISCO☆NIGHT」に出演。
- 11月17日〜11月18日 - れいしゅしゅ交流会実施。
- 11月20日 - 「NEXT IDOL FREE LIVE！〜お金よりも応援をください！〜」に参加。
- 11月23日 - 熊本DRUM Be-9にて行われた、「九州アイドル戦国時代 火の国の乱 Vol.1」に出演。
- 11月24日 - 「アイドル横丁祭!! in 小倉あるあるcity」に出演。
- 11月25日 - 定期公演「Growing Up!! vol.10」実施。
- 12月2日 - 「スポーツレクレーション」と題したボウリング大会を実施。
- 12月9日 - ビブレホールにて定期公演「GrowingUp!!」11回目の公演。清水咲希、内田瑠奈、大和由依の3人が卒業。
- 12月16日 - 4枚目のシングル「身長プラス7cm♡Love/トキメキ UP DATE」発売記念シークレットライブが開催。
- 12月24日 - Growing Up!! Vol.12 〜ハッピークリスマス☆ 今日は有馬が主役です！〜を、スパイラルファクトリーにて実施。
- 12月26日 - 天神BUZZにて、研究生イベント「Come Up Smiling ~Special Stage~」を実施
- 12月29日 - 中洲のMusic Space B-TREEにて、「れいしゅしゅ2012年ラストイベント」実施。
- 12月29日 - ★福岡レイヴ★ 〜アイドル×渋谷ナイトスペシャル〜に出演。

### 2013年
- 1月6日 - MUSIC SPACE B-THREEにて、れいしゅしゅ新年大交流イベント実施。
- 1月13日 - Growing Up!! Vol.13 〜ニコニコ末っ子 15さいになりました☆〜をROOMSにて実施。
- 1月18日・1月19日 - 新SHINSENGUMI 2013 JAPAN DREAM TOURに出演。
- 1月20日 - れいしゅしゅレストランをONSAにて1日限定開店。
- 1月26日 - 京急百貨店で開催される大九州展のアーティストライブに出演
- 1月27日 - SHIBUYA DESEOと浅草コシダカシアターにて行われた「asfi presents アイドル合戦！！ 〜「ブッキングをTwitterで募集もしたらしいよ！？」の陣〜」に出演。
- 2月3日 - Growing Up!! Vol.14 〜 ぴっぴっぴー！いしい生誕祭☆集合！ぴーっ！〜 を中洲B-THREEにて開催。
- 2月9日 - 研究生５人の新ユニット「魁!KAGEKI団」結成が発表される。
- 2月11日 - Growing Up!! Vol.15 〜ドキドキバレンタイン♡あなたのことがだいすきっ♡〜を中洲B-THREEにて開催。
- 2月16日 - Growing Up!! Vol.16 〜ふわふわましゅまろ♡無糖だけどおいしいよ？〜をビブレホールにて開催。
- 2月17日 - 魁!KAGEKI団のお披露目公演となる、Come Up Smiling~New Stage~をスパイラルファクトリーにて実施。
- 2月24日 - Growing Up!! Vol.17 〜武藤麻美卒業公演〜をT-GENERATIONにて実施。
- 3月3日 - 魁!KAGEKI団とともに、あるあるcityにて行われた、アニソンバトル×コスプレファイト vol.3に出演。
- 3月9日 - club selectaにて開催のRELiGiOUS vol.3に出演。
- 3月10日 - れいしゅしゅ一周年&岡本博美生誕祭〜ぴろりろりーん♪とにかくびろりろりーん♪な１年になりますよーに♪びろりろりーん♪〜を中洲T-GENERATIONにて実施。
- 3月12日 - 春のあるある祭り2013に出演。
- 3月16日 - 魁!KAGEKI団とともにtopbank music Live vol.1をMUSIC SPACE B-THREEにて開催。
- 3月17日 - 〇さん持ちこみ企画！アニソンバンドさんとこんにちわ！〜〇さんの発言する「すごい」はそういう「すごい」ではなく、それ以上でもそれ以下でもない「すごい」の方である。〜をスパイラルファクトリーにて開催。魁!KAGEKI団出演、
- 3月23日・3月24日 - れいしゅしゅファン感謝祭を、MUSIC SPACE B-THREEにて実施。

## メンバー
| 名前       | よみ            | テーマカラー | ニックネーム | 生年月日      | 加入時期       | 備考                                      |
| ---------- | --------------- | ------------ | ------------ | ------------- | -------------- | ----------------------------------------- |
| 西村雅代   | にしむら まさよ | -            | まぁーちゃん | 1997年7月10日 | 2014年1月27日  | 魁!KAGEKI団と兼任                         |
| 富村美萌里 | とみむら みもり | -            | みもりん     | -             | 2014年10月14日 | 魁!KAGEKI団と兼任                         |
| 横尾優里奈 | よこお ゆりな   | -            | かぐや       | 1998年2月21日 | 2014年11月     | 魁!KAGEKI団と兼任 2015年3月より長期休養中 |
| 釘丸萌     | くぎまる もえ   | -            | もえちゃん   | 1997年6月25日 | 2014年11月     | 魁!KAGEKI団と兼任                         |
| 渡辺帆乃夏 | わたなべ ほのか | -            |              |               | 2015年4月      | 魁!KAGEKI団と兼任                         |

## 元メンバー
研究生を除く。脱退・卒業順。
| 名前       | よみ            | 加入時期 | ニックネーム       | 卒業時期   | 備考                                                                                              |
| ---------- | --------------- | -------- | ------------------ | ---------- | ------------------------------------------------------------------------------------------------- |
| 佐藤しおり | さとう しおり   | 1期      | しーたん           | 2012年5月  |                                                                                                   |
| 牧山優衣   | まきやま ゆい   | 1期      | ゆい               | 2012年5月  |                                                                                                   |
| 山田美穂   | やまだ みほ     | 1期      | みにみ             | 2012年5月  |                                                                                                   |
| 菊池沙英子 | きくち さえこ   | 1期      | ふわこ             | 2012年7月  |                                                                                                   |
| 藤浦愛     | ふじうら あい   | 1期      | あいくぅ           | 2012年8月  |                                                                                                   |
| 桃原永奈   | とうばる えいな | 1期      | えいにー・ももはら | 2012年8月  | 「えいにゃん」としてソロ活動後、 佐野永奈としてギルドプロ・GUILDOLLに加入(現在は脱退)             |
| 藤彩香     | とう あやか     | 2.5期    | とぅー             | 2012年8月  |                                                                                                   |
| 大澤舞     | おおざわ まい   | 2期      | まいぽむ           | 2012年11月 | K-NEXT・流星群少女に加入（現在は脱退）                                                            |
| 福田遥香   | ふくだ はるか   | 2期      | ぷく               | 2012年11月 | 元cafeぐっどタイム（アイドルカフェ）キャスト。                                                    |
| 村山しほり | むらやま しほり | 2期      | しぽりん           | 2012年11月 | QunQun元メンバー 脱退後はK-NEXT・流星群少女、GALETTeで活動。 現在はアップルバスターの社長を務める |
| 内田瑠菜   | うちだ るな     | 1期      | るなるん           | 2012年12月 | 脱退後はK-NEXT・流星群少女に加入（現在は脱退）                                                    |
| 清水咲希   | しみず さき     | 1期      | さき               | 2012年12月 | センター 脱退後は怪傑!トロピカル丸に所属（現在は脱退）                                            |
| 大和由依   | やまと ゆい     | 1期      | ゆいぽん・ぽんゆい | 2012年12月 |                                                                                                   |
| 大中望音   | おおなか もね   | 1期      | もね               | 2012年12月 | 脱退後は愛◆Dream、てぃんくるほりっくを経て。2016年よりえくれあエクレットに所属                    |
| 武藤麻美   | むとう あさみ   | 1期      | あさっきぃ         | 2013年2月  |                                                                                                   |
| 石井あゆ美 | いしい あゆみ   | 1期      | Pちゃん            | 2013年9月  | リーダー                                                                                          |
| 岡田琴衣   | おかだ ことい   | 1期      | こいちゃん         | 2013年10月 | 脱退後はLoveme Kissmeに所属（現在は脱退）                                                         |
| 有馬彩音   | ありま あやね   | 1期      | まーしゅ           | 2013年12月 |                                                                                                   |
| 猪口香菜子 | いのくち かなこ | 2期      | かなりぼん         | 2014年1月  | 魁!KAGEKI団の団長としても活動 その後2015年11月までギルドプロ・GUILDOLLで活動                      |
| 坪井扶美   | つぼい ふみ     | 2期      | ふーちゃん         | 2014年1月  | 魁!KAGEKI団でも活動                                                                               |
| 丸山静     | まるやま しずか | 1期      | まるちゃん         | 2014年10月 | 二代目リーダー 女優に転身                                                                         |
| 野田結日   | のだ ゆいか     | 1期      | ゆいか             | 2014年12月 | 最後の一期生で三代目リーダー 自主引退                                                             |

## 元研修生
| 名前     | よみ          | ニックネーム | 備考 |
| -------- | ------------- | ------------ | ---- |
| 高山唯   | たかやま ゆい | うい姉       |      |
| 中島萌華 | なかしま もか | もか         |      |
| 堤真梨子 | つつみ まりこ | まりまり     |      |
| 中川月   | なかがわ るな | るなぴょん   |      |
| 角愛恵   | すみ まなえ   | すぅ～みん   |      |

## 魁!KAGEKI団
2013年2月16日までれいしゅしゅ研究生としてオープニングアクトや物販を担当してきた5名により、2013年2月17日に結成。
コンセプトは応援するアイドル。日常の生活に疲れた方や地域活性化を目的とした新しいアイドルユニット。
2013年10月に木寺姉妹が活動を辞退し、残ったメンバーもれいしゅしゅに吸収される。
2014年7月24日に再始動を発表。

### 元メンバー
| 名前       | よみ            | ニックネーム | 生年月日      | テーマカラー | 脱退時期             | 備考                                                 |
| ---------- | --------------- | ------------ | ------------- | ------------ | -------------------- | ---------------------------------------------------- |
| 井上愛生   | いのうえ あおい | あおいたん   | -             | -            | 2013年3月5日         | 現在はソロ活動                                       |
| 木寺綾音   | きでら あやね   | あっち       | 1997年4月21日 | オレンジ     | 2013年10月24日に辞退 | 副団長。その後2015年夏までギルドプロ・ARCHで活動     |
| 木寺琴音   | きでら ことね   | こっち       | 1997年4月21日 | 青           | 2013年10月24日に辞退 | その後2015年11月までK-NEXT・photographで活動         |
| 猪口香菜子 | いのくち かなこ | かなりぼん   | 1992年1月12日 | 赤           | 2014年1月に解雇      | 団長。その後2015年11月までギルドプロ・GUILDOLLで活動 |
| 坪井扶美   | つぼい ふみ     | ふーちゃん   | 1993年7月18日 | 黄           | 2014年1月26日に卒業  |                                                      |

## ディスコグラフィー

### シングル
|     | リリース      | タイトル                                 | 規格品番  | 備考                                      |
| --- | ------------- | ---------------------------------------- | --------- | ----------------------------------------- |
| 1st | 2012年3月3日  | GrwoingUp！！/LoVenus                    | FSCD-0001 |                                           |
| 2nd | 2012年5月23日 | APPLEMARBLE/Dreamin' girls               | FSCD-0002 |                                           |
| 3rd | 2012年7月25日 | R.C.C Go！！！/S.L.S -Summer Love Story- | FSCD-0003 | ライブ会場では個人ジャケットを発売        |
| 4th | 2012年9月26日 | 身長プラス7cm Love/トキメキUP DATE       | FSCD-0004 | 個人ジャケットの規格品番はFKCD-0001〜0008 |

## 出演

### テレビ
- 東京MX うたなび! 2012年12月14日
- TVQ九州放送 ヴィーナスTV 2013年4月19日・4月26日・11月8日
- BSフジBeポンキッキーズ 2013年10月28日〜11月1日

### 舞台
- 劇団風三等星2013夏公演 「鳩とか腹とか振り子とか、きっと君の体内には廻るクロニクル」 丸山静が客演。(ぽんプラザホール、2013年5月10日〜12日)

### ラジオ
- 2012年6月3日 LOVE FM「RADIO ∞ INFINITY ZONE2」
- 2012年7月23日cross fm「night kit」
- 2013年9月9日より毎週月曜日 コミュニティラジオ天神「COMI×TEN」 FM77.7MHz 「明日もKAGEKIにがんばれいしゅしゅー！」

### インターネットニュース
- 九州ビジネスチャンネル（QBC）

### インターネット放送
- 2013年11月5日より毎週火曜日ニコニコチャンネル -きゅー州カワイイチャンネル-「九州アイドルＴＶ」

### 新聞
- 西日本新聞2012年3月25日朝刊

### 雑誌
- NO!!福岡2012年10月号

### フリーペーパー
- いーみる2013年2月号

### その他
- 2012年7月『ソラリアステージ広場ビジョン』LOVE FM HOT SPINにて『RCC GO!!!』のＰＶがオンエアー